# Leavitt bulldog

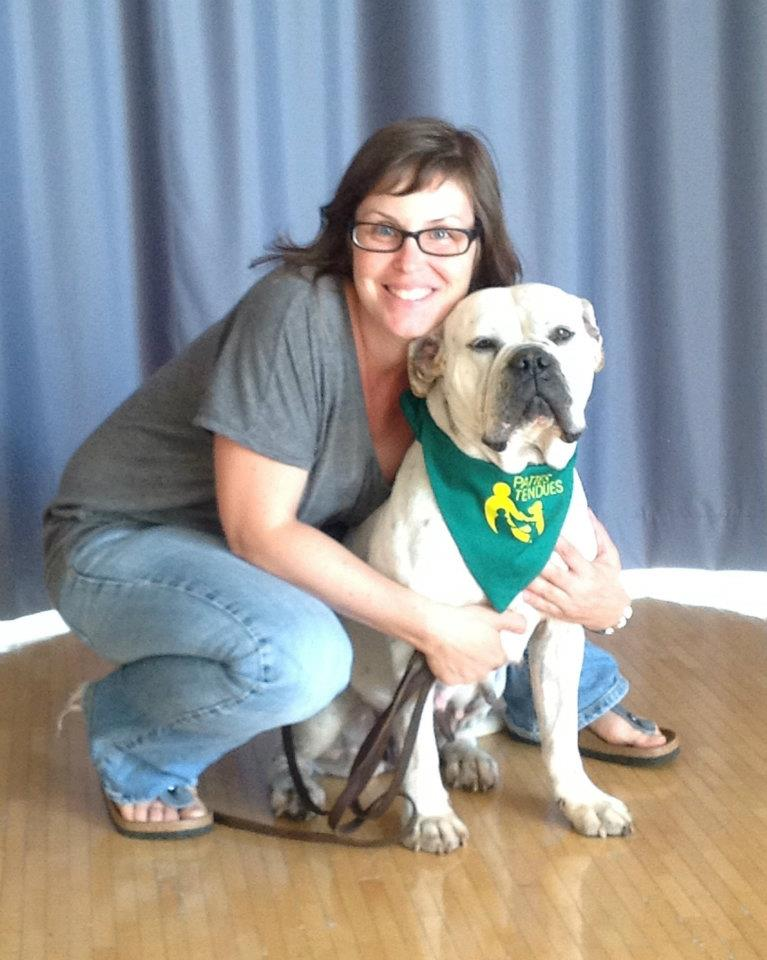
Therapy dog team

Le Leavitt Bulldog est la re-création du Old English Bulldog de la fin du XXe siècle, telle que la race était au début du XIXe siècle durant la période de la Régence, aux alentours de 1820. En contraste avec le bulldog anglais de nos jours, la description de la race près de deux cents ans plus tôt montrait des chiens en meilleure santé, plus agiles, une capacité certaine au travail. Contrairement à la race du XIXe siècle, le Leavitt bulldog est d’un tempérament placide.
Monsieur Leavitt a déclaré "Je ne voulais pas du tempérament du Bulldog original. Mes chiens doivent être très affectueux. Ils doivent avoir du courage et de la détermination, sans être excessivement agressifs. J'ai constaté que je ne pouvais pas compter sur les futurs acheteurs pour obtenir une bonne canalisation de leurs chiens. Pour éviter tous désagréments, j’ai travaillé sur le côté amical du chien et si quelqu'un veut que son chien soit agressif, il devra le former pour. Je préfère enseigner à un chien amical à mordre, que l’inverse"
Le Leavitt bulldog a été développé par l’éleveur David Leavitt, originellement appelée Olde English Bulldogge. À la suite du développement de standards de races, la race a divergé en apparence des lignées d’origine, ce qui amena au changement de nom et à la création d’une association d’éleveur séparée.

## Histoire
La nouvelle race a été renommée en 2005, parce que monsieur Leavitt trouvait que sa création, le Olde English Bulldogge de 1971, n’était pas préservée comme il l’entendait. Les descendants de la race telle qu’en 1971 étaient devenus plus lourds et de nombreux éleveurs ne respectaient pas le standard original.

Les éleveurs qui travaillaient avec l’idée première de monsieur Leavitt furent invités à rejoindre la nouvelle Leavitt Bulldog Association. La LBA et ses membres sont décidés à maintenir et améliorer la santé, le tempérament et l’aptitude au travail de la race à travers un programme d’élevage sélectif. L’association offre un service de pédigrées et maintient le registre des chiens. Après son refus d’entrée à l’United Kennel Club, l’association a décidé de suivre son propre chemin, sans reconnaissance d’un club officiel. Cette indépendance permet aux membres de l’association de rester libres d’utiliser la retrempe lorsque c’est nécessaire, dans le but de maintenir une diversité génétique saine.

## Fond génétique
Le Leavitt bulldog a été créé uniquement avec des races ayant le vieux bulldog dans leurs racines telles que le bouledogue américain, l'american pitbull, le bullmastiff et le bulldog anglais.
Le Leavitt Bulldog est également l'ancêtre principal du Bulldog Continental (race officiellement reconnue en France par la SCC depuis 2014)

## Caractéristiques
Le Leavitt bulldog est un chien stable, amical et avec un tempérament affectueux, ce qui le rend adéquat comme chien de famille; certains sont même des chiens de thérapie qualifiés. Ils sont faciles à éduquer et peuvent pratiquer de nombreux sports. La race possède un caractère fort, ce qui implique que la socialisation et les cours d’obéissances sont vivement recommandés. Ils se doivent d’être confiants, courageux et alertes, sans être hyperprotecteurs. Ils apprécient non seulement les jeux physiques, mais requièrent également des activités intellectuelles comme la piste.

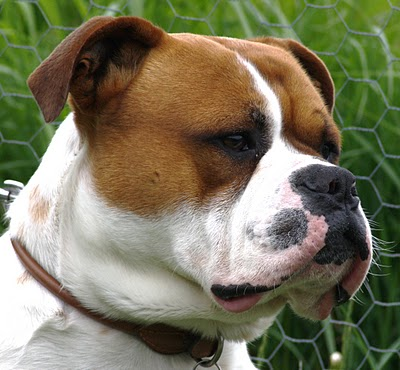
Tête d'un Leavitt bulldog mâle

## Apparence
Selon le standard de la race, le Leavitt bulldog a une tête large (la circonférence de la tête doit être au moins égale à la hauteur du chien au garrot), avec des muscles maxillaires puissants. La mâchoire inférieure doit être prognathe. Le dos et la poitrine sont larges et musclés. La queue est droite et doit toucher le jarret.

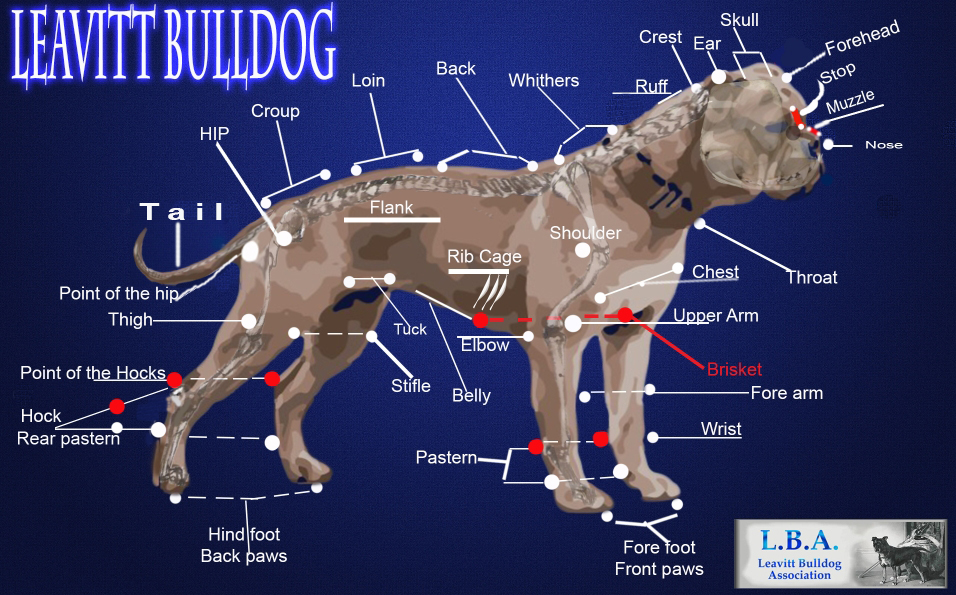
Diagramme corporel du Leavitt Bulldog

## liens externes
- LBCF
- Website, Leavitt Bulldog Association
- Website, Leavitt Bulldog Association, Europe
- Olde English Bulldogge
- Leavitt bulldog Club de France

http://www.leavittbulldog-oeb.fr

## Pour en savoir plus
- Carl Semencic (November 1992) The World of Fighting Dogs. TFH Publications  (ISBN 0-86622-656-7).
- Fleig, D. (1996). History of Fighting Dogs. TFH Publications.  (ISBN 0-7938-0498-1)
- Homan, M. (2000). A Complete History of Fighting Dogs. Howell Book House Inc.  (ISBN 1-58245-128-1)